# 佐治信方
佐治 信方（さじ のぶかた、天文22年（1553年）? － 天正2年9月28日（1574年10月12日）?/天文19年（1550年） - 元亀2年（1571年）5月という説もある）は戦国時代の武将。通称は八郎。尾張国大野城主佐治為景の嫡男で、名ははじめ「為興」。妻は織田信秀の娘で信長の妹お犬の方。そのため信長の義弟にあたる。子に一成、秀休。
佐治氏は代々知多半島の大半を領した豪族で、伊勢湾海上交通を掌握する佐治水軍を率いていた。そのため尾張を領した信長らにとって非常に重要視され、桶狭間の戦いの後に信長に臣従するが、妹を妻に与えられ、信長の字を拝領されて「信方」と改名するなど、待遇は一門衆並みであった。
信方は信長の嫡男信忠に従って、伊勢長島攻めに加わるが、天正2年9月28日、織田軍に追い詰められた一揆衆の捨て身の反撃を受け、ここで討ち死にしてしまう（『大雲山誌稿』）。わずか22歳であったという。